# Film col maggiore incasso per ogni anno

Logo del franchise di Star Wars, il più presente nella lista con sette film

Questa è una lista dei film col maggiore incasso per ogni anno. Gli incassi sono espressi in dollari statunitensi, inoltre questa lista non tiene conto del tasso d'inflazione e del sovrapprezzo delle uscite in 3D o IMAX.

## La lista
La lista sottostante è aggiornata al 19 agosto 2025.
| Anno | Film                                                      | Incasso ($)   |
| ---- | --------------------------------------------------------- | ------------- |
| 1915 | Nascita di una nazione                                    | 18 000 000    |
| 1916 | Ventimila leghe sotto i mari                              | 8 000 000     |
| 1917 | Cleopatra                                                 | 1 000 000     |
| 1918 | Mickey                                                    | 8 000 000     |
| 1919 | L'uomo del miracolo                                       | 1 000 000     |
| 1920 | Agonia sui ghiacci                                        | 4 500 000     |
| 1921 | I quattro cavalieri dell'Apocalisse                       | 9 200 000     |
| 1922 | Robin Hood                                                | 2 500 000     |
| 1923 | I pionieri                                                | 3 800 000     |
| 1924 | The Sea Hawk                                              | 3 000 000     |
| 1925 | La grande parata                                          | 22 000 000    |
| 1926 | La danzatrice dei tropici                                 | 3 000 000     |
| 1927 | Il cantante di jazz                                       | 3 000 000     |
| 1928 | Il cantante pazzo                                         | 10 000 000    |
| 1929 | La canzone di Broadway                                    | 4 358 000     |
| 1930 | Tom Sawyer                                                | 11 000 000    |
| 1931 | Frankenstein                                              | 12 001 435    |
| 1932 | Shanghai Express                                          | 3 700 000     |
| 1933 | King Kong                                                 | 10 001 781    |
| 1934 | La vedova allegra                                         | 2 608 000     |
| 1935 | La tragedia del Bounty                                    | 4 460 000     |
| 1936 | San Francisco                                             | 5 273 000     |
| 1937 | Biancaneve e i sette nani                                 | 187 171 725   |
| 1938 | L'eterna illusione                                        | 4 000 000     |
| 1939 | Via col vento                                             | 402 382 193   |
| 1940 | Pinocchio                                                 | 121 892 045   |
| 1941 | Il sergente York                                          | 16 400 000    |
| 1942 | Bambi                                                     | 268 000 000   |
| 1943 | This Is the Army                                          | 19 500 000    |
| 1944 | La mia via                                                | 16 300 000    |
| 1945 | Le campane di Santa Maria                                 | 21 337 978    |
| 1946 | I racconti dello zio Tom                                  | 65 000 000    |
| 1947 | Il miracolo della 34ª strada                              | 46 295 886    |
| 1948 | La fossa dei serpenti                                     | 10 000 000    |
| 1949 | Sansone e Dalila                                          | 28 823 536    |
| 1950 | Cenerentola                                               | 263 591 415   |
| 1951 | Quo vadis                                                 | 30 029 100    |
| 1952 | This Is Cinerama                                          | 41 600 000    |
| 1953 | Le avventure di Peter Pan                                 | 87 405 849    |
| 1954 | La finestra sul cortile                                   | 37 905 475    |
| 1955 | Lilli e il vagabondo                                      | 93 934 300    |
| 1956 | I dieci comandamenti                                      | 85 431 454    |
| 1957 | Il ponte sul fiume Kwai                                   | 33 322 343    |
| 1958 | South Pacific                                             | 36 817 924    |
| 1959 | Ben-Hur                                                   | 74 439 376    |
| 1960 | Spartacus                                                 | 59 999 883    |
| 1961 | La carica dei cento e uno                                 | 215 880 014   |
| 1962 | Lawrence d'Arabia                                         | 69 995 047    |
| 1963 | Cleopatra                                                 | 71 000 000    |
| 1964 | Agente 007 - Missione Goldfinger                          | 124 900 000   |
| 1965 | Tutti insieme appassionatamente                           | 286 213 233   |
| 1966 | La Bibbia                                                 | 34 903 530    |
| 1967 | Il libro della giungla                                    | 205 843 612   |
| 1968 | 2001: Odissea nello spazio                                | 190 700 000   |
| 1969 | Butch Cassidy                                             | 102 312 120   |
| 1970 | Love Story                                                | 136 397 186   |
| 1971 | Agente 007 - Una cascata di diamanti                      | 115 999 985   |
| 1972 | Il padrino                                                | 270 007 394   |
| 1973 | L'esorcista                                               | 430 872 776   |
| 1974 | L'inferno di cristallo                                    | 139 700 000   |
| 1975 | Lo squalo                                                 | 477 916 625   |
| 1976 | Rocky                                                     | 225 000 000   |
| 1977 | Guerre stellari                                           | 775 398 507   |
| 1978 | Grease (Brillantina)                                      | 396 271 103   |
| 1979 | Moonraker - Operazione spazio                             | 210 308 099   |
| 1980 | L'Impero colpisce ancora                                  | 550 016 086   |
| 1981 | I predatori dell'arca perduta                             | 389 925 971   |
| 1982 | E.T. l'extra-terrestre                                    | 797 307 407   |
| 1983 | Il ritorno dello Jedi                                     | 482 466 382   |
| 1984 | Indiana Jones e il tempio maledetto                       | 333 107 271   |
| 1985 | Ritorno al futuro                                         | 385 053 307   |
| 1986 | Top Gun                                                   | 357 288 178   |
| 1987 | Attrazione fatale                                         | 320 145 693   |
| 1988 | Rain Man - L'uomo della pioggia                           | 354 825 435   |
| 1989 | Indiana Jones e l'ultima crociata                         | 474 171 806   |
| 1990 | Ghost - Fantasma                                          | 505 703 557   |
| 1991 | Terminator 2 - Il giorno del giudizio                     | 517 778 573   |
| 1992 | Aladdin                                                   | 504 050 219   |
| 1993 | Jurassic Park                                             | 1 104 379 926 |
| 1994 | Il re leone                                               | 979 161 373   |
| 1995 | Toy Story - Il mondo dei giocattoli                       | 394 436 586   |
| 1996 | Independence Day                                          | 817 400 891   |
| 1997 | Titanic                                                   | 2 264 812 968 |
| 1998 | Armageddon - Giudizio finale                              | 553 712 773   |
| 1999 | Star Wars - Episodio I - La minaccia fantasma             | 1 046 515 409 |
| 2000 | Mission: Impossible 2                                     | 546 388 108   |
| 2001 | Harry Potter e la pietra filosofale                       | 1 028 492 855 |
| 2002 | Il Signore degli Anelli - Le due torri                    | 938 532 865   |
| 2003 | Il Signore degli Anelli - Il ritorno del re               | 1 138 585 547 |
| 2004 | Shrek 2                                                   | 932 531 649   |
| 2005 | Star Wars - Episodio III - La vendetta dei Sith           | 905 595 947   |
| 2006 | Pirati dei Caraibi - La maledizione del forziere fantasma | 1 066 179 747 |
| 2007 | Pirati dei Caraibi - Ai confini del mondo                 | 961 691 209   |
| 2008 | Il cavaliere oscuro                                       | 1 009 057 329 |
| 2009 | Avatar                                                    | 2 923 710 708 |
| 2010 | Toy Story 3 - La grande fuga                              | 1 067 316 101 |
| 2011 | Harry Potter e i Doni della Morte - Parte 2               | 1 342 505 340 |
| 2012 | The Avengers                                              | 1 520 538 536 |
| 2013 | Frozen - Il regno di ghiaccio                             | 1 286 319 131 |
| 2014 | Transformers 4 - L'era dell'estinzione                    | 1 105 261 713 |
| 2015 | Star Wars - Il risveglio della Forza                      | 2 071 310 218 |
| 2016 | Captain America: Civil War                                | 1 155 046 416 |
| 2017 | Star Wars - Gli ultimi Jedi                               | 1 334 407 706 |
| 2018 | Avengers: Infinity War                                    | 2 052 415 039 |
| 2019 | Avengers: Endgame                                         | 2 799 439 100 |
| 2020 | Demon Slayer - Il treno Mugen                             | 506 473 668   |
| 2021 | Spider-Man: No Way Home                                   | 1 921 426 073 |
| 2022 | Avatar - La via dell'acqua                                | 2 320 250 281 |
| 2023 | Barbie                                                    | 1 447 038 421 |
| 2024 | Inside Out 2                                              | 1 698 863 816 |
| 2025 | Ne Zha 2                                                  | 2212930000    |